# گرماب (فیروزه)
گرماب یکی از شهرهای استان خراسان رضوی در ۳۴ کیلومتری شمال غرب نیشابور و از توابع بخش طاغنکوه شهرستان فیروزه استان خراسان رضوی است. طبق سرشماری سال ۱۳۹۵ جمعیت این شهر ۴٬۳۱۶ نفر (۱٬۱۹۸ خانوار) است.
گرماب در ۱۵ کیلومتری شهر فیروزه و ضلع غربی شهرستان و در مسیر جاده قدیم نیشابور-سبزوار و با فاصله ۷ کیلومتری از جاده مذکور واقع شده‌است. گرماب در تاریخ ۱۵ فروردین ۱۴۰۰ در جلسه هیئت دولت از روستا به شهر ارتقاء پیدا کرد.